# Якумакис, Георгиос
Георгиос Гиакумакис греч.  Γεώργιος Γιακουμάκης,;  греческий военно-морской офицер адмирал в отставке бывший начальник Генерального штаба ВМС Греции.

## Биография
Георгиос Гиакумакис родился 29 июня 1959 года. В 1977 году поступил в Училище морских кадетов, которое окончил в 1981 в звании лейтенанта получил квалификацию офицера связи. Служил на различных командных должностях командовал Канонерскими лодками «Докса» и Канарис.
Занимал различные должности в Штабе ВМФ от командира 1-й дивизией фрегатов до заместителя главнокомандующего флотом участвовал в Миротворческих операциях, заместителя командующего и командующего военно-морским учебным командованием. Затем его повысили до вице-адмирала и назначили главнокомандующим флотом.
15 сентября 2015 года Георгиос Гиакумакис был назначен начальником Генерального штаба ВМФ.
16 января 2017 года вместе с начальниками штабов сухопутных войск и военно-воздушных сил он был освобожден от должности начальника Генерального штаба ВМФ решением KYSEA с присвоением звания Адмирал.
Преемником Гиакумакиса был назначен вице-адмирал Николаос Тсаунис который до этого командовал Колледжем национальной обороны.
Женат, имеет сына.

## Образование
Имеет степень магистра электротехники в Военно-морской аспирантуре.